# 14. San-marinesisches Kabinett
Das 14. Kabinett setzte sich aus Partito Democratico Cristiano Sammarinese (PDCS) und Partito Socialista Democratico Indipendente Sammarinese (PSDIS) zusammen und regierte San Marino vom 9. November 1966 bis zum 6. November 1969. Der PDCS stellte sechs Minister, der PSDIS vier Minister.
Seit den Auseinandersetzungen von Rovereta im Jahre 1957 hatten die Christdemokraten und der Partito Socialista Democratico Independente Sammarinese (PSDIS) gemeinsam regiert. Im Laufe des Jahres 1966 kam es zu Streitigkeiten zwischen den Regierungsparteien. Hauptursache war die Kritik der Linken am Wahlgesetz von 1959, in dem San-Marinesen, die im nichteuropäischen Ausland wohnten, die Möglichkeit der Briefwahl gegeben wurde. Am 9. November 1966 wurde ein neues Kabinett gewählt, das wieder von PDCS und PSDIS gestellt wurde. Auch nach der Parlamentswahl vom 7. September 1969 wurde die Zusammenarbeit der beiden Parteien fortgesetzt.

## Liste der Minister
Die san-marinesische Verfassung kennt keinen Regierungschef, im diplomatischen Protokoll nimmt der Außenminister die Rolle des Regierungschefs ein.
| Amt                  | Minister                  | Partei | Amtszeit                             |
| -------------------- | ------------------------- | ------ | ------------------------------------ |
| Auswärtiges          | Federico Bigi             | PDCS   | 9. November 1966 – 6. November 1969  |
| Inneres              | Gian Luigi Berti          | PDCS   | 9. November 1966 – 27. Dezember 1968 |
| Inneres              | Luigi Lonfernini          | PDCS   | 1. Januar 1969 – 6. November 1969    |
| Finanzen             | Pietro Giancecchi         | PSDIS  | 9. November 1966 – 6. November 1969  |
| Öffentliche Arbeiten | Emilio Della Balda        | PSDIS  | 9. November 1966 – 6. November 1969  |
| Kommunikation        | Marino Benedetto Belluzzi | PDCS   | 9. November 1966 – 6. November 1969  |
| Gesundheit           | Francesco Valli           | PDCS   | 9. November 1966 – 6. November 1969  |
| Bildung und Justiz   | Giuseppe Micheloni        | PSDIS  | 9. November 1966 – 6. November 1969  |
| Tourismus            | Luigi Lonfernini          | PDCS   | 9. November 1966 – 22. Mai 1969      |
| Tourismus            | Pietro Reffi              | PDCS   | 22. Mai 1969 – 6. November 1969      |
| Arbeit               | Ferruccio Piva            | PDCS   | 9. November 1966 – 6. November 1969  |
| Landwirtschaft       | Stelio Montironi          | PSDIS  | 9. November 1966 – 6. November 1969  |

### Bemerkungen
1. ↑  Segretario di Stato per gli Affari Esteri e Politici e Deputato per l’Industria
2. ↑  Segretario di Stato per gli Affari Interni e Deputato per il Commercio e l’Artigianato
3. ↑  Vice Segretario di Stato per gli Affari Interni e Finanze
4. ↑  Deputato per i Lavori Pubblici
5. ↑  Deputato per le Communicazioni
6. ↑  Deputato per la Previdenza, l’Assistenza, la Sicurezza Sociale, l’Igiene e la Sanità
7. ↑  Deputato per la Pubblica Istruzione, la Giustizia e il Culto
8. ↑  Deputato per il Turismo, lo Sport e lo Spettacolo
9. ↑  Deputato per il Lavoro
10. ↑  Deputato per l’Agricultura

## Veränderungen
- Innenminister Berti trat am 27. Dezember 1968 aus gesundheitlichen Gründen zurück. Tourismusminister Lonfernini wurde mit Wirkung vom 1. Januar 1969 zum Segretario di Stato per gli Affari Interni e Deputato ad interim per il Commercio e l’Artigianato.
- Am 22. Mai 1969 gab Lonfernini das Tourismusressort ab, ihm folgte Pietro Reffi